# Mountelgonia arcifera
Mountelgonia arcifera – gatunek motyli z podrzędu Glossata i rodziny Metarbelidae.
Gatunek ten opisany został w 1909 roku przez George'a Francisa Hampsona jako Marshalliana arcifera. W rok później ten sam autor przeniósł go do rodzaju Metarbela. W rodzaju Mountelgonia umieszczony został w 2013 roku przez Ingo Lehmanna, który dokonał jego redeskrypcji.
Samce osiągają około 24 mm, a samice około 26,5 mm rozpiętości skrzydeł. Głowa ciepło płowożółta z białawożółtymi czułkami u samic pojedynczo, a u samców podwójnie grzebykowanymi. Przednie skrzydła po obu stronach białawożółte z ciepło płowożółtymi żyłkami. Tylne białawożółte z ciemniejszymi żyłkami. Narządy rozrodcze samców odznaczają się unkusem o spiczastych płatkach, które są obrzeżone na 60% szerokości i których brzuszna powierzchnia jest krótko i gęsto oszczecona, walwami pośrodku z rozproszonymi szczecinkami oraz sakulusem krótkim i szerokim. Samice odznaczają się obecnością cierniokształtnej, spiczasto zakończonej płytki boczno-brzusznej na ósmym segmencie odwłoka oraz haczykowato zakrzywioną nasadą gonapophyses posteriores.
Motyl znany z południowej Kenii i północno-środkowej Tanzanii.